# Medalja Manevrske strukture narodne zaščite
Medalja Manevrske strukture narodne zaščite je visoko vojaško odlikovanje, ki ga je ustanovil takratni predsednik Predsedstva Slovenije Milan Kučan za najzaslužnejše in najodgovornejše organizatorje Manevrske strukture narodne zaščite leta 1990. Odlikovanje je opredeljeno v Pravilniku o priznanjih Ministrstva za obrambo.

## Opis
Medalja je okrogle oblike, na njej je upodobljen par rok, ki stremita k žarečemu Soncu. Vse obkroža venec lipovih listov. Na zadnji strani je vgravirano ime in priimek nosilca ter leto podelitve. Medalja je izdelana iz srebra in pozlačena ter visi na trakcu belo-modro-rdeče barve.

## Nošnja
Medalja se nosi na levi strani prsi nad levim zgodnjim žepom uniforme.

## Nadomestne oznake
Belo-moder-rdeč pravokotnik, na katerem je zlat lipov list.

## Nosilci
Vse skupaj je bilo podeljenih 38 medalj, ki jih je odlikovancem podelil Milan Kučan 16. maja 1992 na proslavi v Kočevski Reki.